# 臺灣街庄制
臺灣街庄制為臺灣日治時期行政區劃中「街庄」設立的制度，實行於1920年10月至1945年10月間。街庄屬於臺灣地方行政制度「州—郡、市—街、庄」中，最基層的行政自治體，各街庄組成「郡」，而街庄又受郡的指揮監督，各街庄則設有街長、庄長，辦理委任事務。
「街庄」之名稱為依臺灣舊慣所命名，以跟日本內地的三級地方機關「町村制」有所區別。臺灣街庄的面積與人口亦較町村多。臺灣市街庄於1940年的平均人口超過兩萬，為同時期日本內地市町村的三倍，朝鮮府邑面的兩倍。

## 介紹
1920年10月1日，臺灣實施「州制」、「市制」和「街庄制」。街庄的區劃係由原堡里鄉澚的各街庄社合併而來，各街庄下設有「大字」。依《臺灣街庄制實施令》，街與庄在法律上的差異只有一處，即舉債上限的不同，街的舉債額度為20,000圓，庄的額度為10,000圓，此差異造成「街」有較充足的建設經費。大多數的「街」有制定都市計畫和上水道計畫，而多數街長有奏任待遇，庄長則無。庄升格為街的條件是考量當庄的戶數、人口、面積、財力、教育及衛生設施狀況、交通狀況、街道型態、官公衙會社等狀態、團體發展的將來性等。以下為街庄制於1920年10月剛實施時各州的街：
- 臺北州：基隆街、汐止街、新莊街、淡水街、宜蘭街、羅東街
- 新竹州：新竹街、桃園街、大溪街、苗栗街
- 臺中州：彰化街、豐原街、清水街、梧棲街、鹿港街、員林街、北斗街、南投街、埔里街
- 臺南州：嘉義街、斗六街、西螺街、北港街、朴子街、鹽水街、麻豆街、新化街
- 高雄州：高雄街、屏東街、鳳山街、旗山街、東港街、馬公街

臺灣街庄制在1935年大幅修改，臺灣總督府自此開放有限的地方自治，將「街庄協議會」由官選改為半官選半民選，街庄協議員在歷屆選舉中大部分皆為本島人（臺灣人）；街庄長則由名譽職改為有給職，然而街庄長由本島人擔任的的比例卻自此迅速降低，逐漸由內地人（日本人）取代。街庄雖為自治，但與國家官僚體制更加緊密結合。
1937年10月，臺東廳與花蓮港廳實行廳制與街庄制，以下為兩廳實施當時的街：
- 花蓮港廳：花蓮港街
- 臺東廳：臺東街

## 街庄異動

### 街升格為市
| 實施日期       | 街               | 市               |
| -------------- | ---------------- | ---------------- |
| 1924年12月25日 | 基隆街、高雄街   | 基隆市、高雄市   |
| 1930年1月20日  | 新竹街、嘉義街   | 新竹市、嘉義市   |
| 1933年12月20日 | 彰化街、屏東街   | 彰化市、屏東市   |
| 1940年10月28日 | 宜蘭街、花蓮港街 | 宜蘭市、花蓮港市 |

### 庄升格為街
為了因應戰時強化行政體制的需求，庄升格為街的數量自1938年迅速增加。特別是趁著1940年（皇紀2,600）年的特殊意義，以及為了台灣工業化、經濟發展和加強戰力，12個庄於此年升格；在此波昇格中，未升格的7個候選庄有蘇澳街、新埔街、關西街、楊梅街、和美街、白河街、學甲庄。於1943年10月，由各州推薦的15個庄中，選定11個庄升格為街；其是因應大東亞戰爭爆發，為了加強地方公共團體納稅、國民貯蓄和生產擴充的措施。
| 實施日期       | 街 |
| -------------- | --- |
| 1922年4月25日  | - 臺中州：大甲街 |
| 1929年6月1日   | - 臺北州：板橋街 - 新竹州：中壢街 |
| 1933年12月20日 | - 臺北州：士林街 - 新竹州：竹東街 - 臺中州：東勢街 - 臺南州：虎尾街、新營街、佳里街                                                                     |
| 1936年10月1日  | - 高雄州：岡山街、潮州街 |
| 1938年2月11日  | - 臺北州：瑞芳街 - 臺中州：沙鹿街、溪湖街、二林街、草屯街 - 花蓮港廳：玉里街                                                                            |
| 1940年6月17日  | - 臺北州：鶯歌街、三峽街、北投街 - 新竹州：竹南街、頭分街 - 臺中州：集集街、竹山街、田中街 - 臺南州：斗南街、善化街 - 高雄州：恆春街 - 花蓮港廳：鳳林街 |
| 1943年10月1日  | - 臺北州：新店街、蘇澳街 - 新竹州：苑裡街、新埔街、關西街、楊梅街 - 臺中州：和美街 - 臺南州：土庫街、大林街、白河街 - 高雄州：美濃街                    |

### 庄裁撤
多數的庄因鄰近「街」或「市」發展而併入其中，唯舊港庄和六家庄為合併成一新庄。為了新竹作為工業都市的發展，六家庄的部分併入了新竹市，新竹市亦實施新竹市區擴張計畫；而六家庄和舊港庄因分別擁有豐富農產和水產資源，為了加強在當時局的資源生產而將兩庄合併。
| 實施日期       | 裁撤街庄       | 緣由                       |
| -------------- | -------------- | -------------------------- |
| 1933年12月20日 | 南郭庄、大竹庄 | 併入彰化市                 |
| 1938年4月1日   | 松山庄         | 併入臺北市                 |
| 1940年10月1日  | 永寧庄         | 併入臺南市與仁德庄         |
| 1940年10月1日  | 左營庄         | 併入高雄市                 |
| 1941年10月1日  | 舊港庄、六家庄 | 兩庄合併為竹北庄           |
| 1941年10月1日  | 香山庄         | 併入新竹市                 |
| 1943年10月1日  | 楠梓庄         | 併入高雄市、岡山街和燕巢庄 |
| 1944年12月1日  | 卑南庄         | 併入臺東街                 |

### 庄新設
1944年8月1日，澎湖廳大嶼庄（今 七美鄉）自望安庄劃出。大嶼庄為澎湖廳最南端的有人島，升格當時的人口為4,192人，人數僅較甲仙庄（2,961人）、太麻里庄（3,133人）、大武庄（2,568人）和火燒島庄（2,511人）多。島上土地約有八成為優良耕地，但因其距望安庄仍有段距離，導致交通和行政上的不便；為了加強徵兵、防空、勞務供出和生產擴充等需要，故將大嶼獨立設庄。
| 實施日期     | 劃出街庄 | 新設街庄 |
| ------------ | -------- | -------- |
| 1944年8月1日 | 望安庄   | 大嶼庄   |

### 庄改隸
| 實施日期       | 改隸街庄                                                                    | 緣由                     |
| -------------- | --------------------------------------------------------------------------- | ------------------------ |
| 1924年12月25日 | - 高雄州仁武庄自高雄郡併入鳳山郡 - 左營庄、楠梓庄、燕巢庄自高雄郡併入岡山郡 | 高雄郡因高雄街升格而廢郡 |
| 1932年2月1日   | - 臺北州平溪庄自七星郡劃入基隆郡                                            |                          |
| 1932年12月1日  | - 高雄州田寮庄自旗山郡劃入岡山郡                                            |                          |